# Yūichi Abe (Fußballspieler)
Yūichi Abe (japanisch 安部 雄一 Abe Yūichi; * 5. April 1969 in der Präfektur Shizuoka) ist ein ehemaliger japanischer Fußballspieler.

## Karriere
Abe begann seine Karriere beim Zweitligisten Hitachi (Kashiwa Reysol). 1989 stieg der Verein auf, aber gleich darauf wieder ab. 1991 stieg der Verein auf, aber gleich darauf wieder ab. Ende 1994 beendete er seine Karriere als Fußballspieler.